# 拉斐尔·席尔瓦
拉斐尔·席尔瓦（葡萄牙語：Rafael Silva，1987年5月11日—），巴西男子柔道运动员。他曾代表巴西参加2012年、2016年和2020年夏季奥林匹克运动会柔道比赛，获得二枚铜牌，均来自男子100公斤以上级项目。